# Вільям Генрі Крейн
Вільям Генрі Крейн (англ. William Henry Crane; 30 квітня 1845 — 7 березня 1928) — американський актор театру і кіно.

## Біографія
Вільям Генрі Крейн народився в Лестері, штат Массачусетс, перша поява в театрі була опера Гаетано Доніцетті «Дочка полку». Згодом мав великий успіх виконуючи бурлеск шоу Євангелія (1873). Його перший успіх прийшов зі Стюартом Робсоном (1836—1903), коміком, з яким він працював в гумористичних і класичних творах, таких як Комедія помилок та інших п'єсах Шекспіра. Партнерство з Робсоном тривало дванадцять років, після чого Крейн грав багато ексцентричних персонажів у творах, таких як Сенатор Девіда Гарума.
Після сімдесяти років, Крейн з'явився в різних фільмах, в тому числі екранізація Девід Гарум (1915). Інші фільми виробництва MGM.
Вільям Генрі Кран помер в 1928 році в Hotel Hollywood в Голлівуді, Каліфорнія. Йому було 82 років. Він був похований на кладовища Hollywood Forever.

## Фільмографія
- Боягузливий флейтист / The Coward's Flute (1911)
- Батьки і сини / Fathers and Sons (1912)
- Лакі Джим / Lucky Jim (1912)
- Девід Гарум / David Harum (1915)
- Йолоп / The Saphead (1920)
- Три мудрих дурня / Three Wise Fools (1923)
- Продажні душі / Souls for Sale (1923)
- Точний як сталь / True As Steel (1924)
- Так це шлюб? / So This Is Marriage? (1924)